# فلوه-زلیگنتال
فلوه-زلیگنتال (به آلمانی: Floh-Seligenthal) یک شهر در آلمان است که در اشمالکالدن-ماینینگن واقع شده‌است. فلوه-زلیگنتال ۶٬۷۴۵ نفر جمعیت دارد.